# Волжский (Самарская область)
Во́лжский — посёлок городского типа в Красноярском районе Самарской области. Образует муниципальное образование городское поселение Волжский как единственный населённый пункт в его составе.
Население — 7727 чел. (2021).

## География
Посёлок расположен на правом берегу реки Сок в месте впадения её в Волгу. На юго-западе от него расположена гора-останец Царёв курган. Река Сок отделяет Царёв курган и Волжский от Сокольих гор, а Волга — от Жигулёвских гор.
Расстояние между посёлком и Красноглинским районом города Самары около 2 км, что обуславливает значительное экономическое и культурное тяготение.

## Название
До революции, село называлось Царе́вщина. Это название связывается с переселенцами из одноимённого села Царевщина Пензенского уезда. Кроме того, в названии селения отразился титул владельцев — касимовских царей (ханов) и царевичей. Это название распространено до сих пор.
Также существовало наименование Царёвокурганская слобода — по названию горы Царёв курган. В официальных документах, иногда встречается именование села Рождественское, по названию церкви в селе.
В 1961 году указом Президиума Верховного Совета РСФСР село Большая Царевщина отнесено к категории рабочих поселков, с присвоением наименования — рабочий поселок Волжский.

## История
Село Царевщина было основано в 1702 году.
В 1780 году, при создании Симбирского наместничества, село Рожественское Царевщина тож, при ключе Курумыче, помещичьих крестьян, из Ставропольского уезда вошло в состав Самарского уезда.
В XIX веке село Царевщина (Большая Царевщина) — село Самарского уезда, до 1851 года в составе Симбирской губернии.
В 1905 году село являлось столицей Старобуянской республики.
Царевщину и Царёв курган посещали Пётр I, Иван Грозный и В. И. Ленин.

## Население
| 1970  | 1979  | 1989  | 2002  | 2010  | 2012  | 2013  | 2014  | 2015  |
| ----- | ----- | ----- | ----- | ----- | ----- | ----- | ----- | ----- |
| 6023  | ↘3897 | ↗4644 | ↗7095 | ↘6968 | ↗7159 | ↗7380 | ↗7493 | ↗7619 |
| 2016  | 2017  | 2018  | 2019  | 2020  | 2021  |       |       |       |
| ↗7757 | ↗7821 | ↗7919 | ↗8003 | ↗8033 | ↘7727 |       |       |       |

## Структура посёлка
Посёлок состоит из двух частей: нижняя часть, недалеко от церкви, и верхняя часть, именуемая Жилгородок или же просто «Жилка». Застройка первой характеризуется наличием сплошного массива частного сектора, в Жилгородке преобладает высотная застройка, ведётся активное строительство.
С начала 2000-х годов основным направлением развития посёлка вширь стало западное направление: комплексы коттеджных посёлков слились единым массивом между собой и с посёлком Волжский, значительно увеличив суммарное население посёлка.

## Экономика
Работает «Опытно-Экспериментальный завод».
В центре посёлка функционирует продуктовый магазин, и также рынок стройматериалов Архивная копия от 4 марта 2016 на Wayback Machine.
Неподалёку от района Жилгородок находится гостиничный комплекс «Усадьба в Царевщине». В Жилгородке работает супермаркет красноглинской продуктовой сети «Элит», а также в марте 2016 года был открыт магазин федеральной сети «Красное и Белое».
25 ноября 2006 года на улице М. Горького 1а открылась аптека «Вита» в формате самообслуживания. В соседнем здании открылся магазин «Магнит». В 2010 году был открыт магазин «Пятёрочка» (в центре поселка — напротив храма).

## Транспорт
Хорошая транспортная доступность обеспечивается автотрассой Самара—Тольятти и дорогой до посёлка Берёза. До ближайших спальных районов Самары можно добраться на автомобиле за 30 минут, общественным транспортом — за 40-50 минут, до Комсомольского района Тольятти за 35-50 минут. В аэропорт «Курумоч» можно добраться за 20 минут на общественном транспорте.
Через посёлок ходят следующие маршруты общественного транспорта Самары:
- автобусы — 78, 79;
- микроавтобусы — 113, 389, 392, 406, 447;

В посёлке расположена платформа Куйбышевской железной дороги 151 км.
В 2011 году закончено строительство крупной автотранспортной развязки, находящейся непосредственно на территории посёлка, позволившей улучшить экологическое состояние в районе, а также оптимизировать транспортный поток на направлениях Самара—Тольятти, Самара—аэропорт «Курумоч» и посёлок Берёза.

## Достопримечательности
У подножия Царёва Кургана находится церковь Рождества Христова (1833), являющаяся памятником провинциального классицизма. Архитектор, построивший церковь, до настоящего времени не установлен (многие специалисты приписывают авторство М. П. Коринфскому), но известна заказчица постройки — помещица Е. В. Дашкова, владевшая землями в Царевщине.. У стен церкви похоронен декабрист Алексей Васильевич Веденяпин (1804—1847).

### Царёв Курган
Гора-останец естественного происхождения. Протяженность кургана с севера на юг составляет 400 м, а с запада на восток — 200 м, площадь основания около 7 га. Является памятником природы регионального значения.
Геологическое строение: останец сложен карбонатными породами каменноугольной системы. Ранее имевшиеся на вершине отложения пермской системы полностью срезаны при карьерной разработке в XIX—XX вв. Останец является одним из эталонных обнажений верхнего отдела каменноугольной системы.
Известняки, из которых сложен курган, использовались для строительства Сызранского железнодорожного моста и Куйбышевской ГЭС. Добыча осуществлялась открытым способом — в карьере. В результате разработок максимальная высота кургана снизилась с первоначальных 115 метров над уровнем моря до современных 100, а основная часть выработки рекультивирована с использованием отвалов близлежащего Сокского карьера.
С западной стороны Царёва кургана бьют родники, питающие реку Курумоч, впадающую в р. Сок возле её устья. Около одного из источников, чья вода считается святой, расположен православный храм Рождества Христова.
С курганом связано множество легенд. По одной из них, Пётр Первый, в ходе Азовского похода, посетил это место и собственноручно поставил крест на вершине кургана. В связи с этим курган получил своё название. Сейчас на кургане также установлен памятный крест.
Другая легенда связывает название «Царёв курган» с именем Тимура (Тамерлана), который в течение 26 дней пировал у подножья кургана, отмечая победу над Тохтамышем в 1391 году в битве на Кондурче. Утверждается, что верх кургана был обтянут золотой парчой, а в центре стоял шатёр Тамерлана.

#### Происхождение названия
Название «Царёв Курган» происходит от древнетюркского «Сары Тау» («Жёлтая гора»): слово «тау» на русский язык перевели как «курган» (за сходство формы горы с формой могильных курганов), а эпитет «сары» (которое гора получила за жёлтый цвет слагающих её пород) заменили на схожее с ним по звучанию слово «царёв» (отсюда и берут начало связанные с горой легенды).